# Zepernick
Zepernick è una frazione del comune tedesco di Panketal, nel Brandeburgo.

## Storia
Zepernick fu citata per la prima volta nel 1289, e costituiva un piccolo centro rurale.
Il 26 ottobre 2003 il comune di Zepernick fu fuso con il comune di Schwanebeck, formando il nuovo comune di Panketal.